# شقران عالي
شقران عالي (الاسم العلمي: Puccinia altissima) هو نوع من الفطريات يتبع جنس الشقران من الفصيلة الشقرانية.